# Pittodrie Stadium
Il Pittodrie Stadium è uno stadio situato a Aberdeen, in Scozia. Lo stadio è stato inaugurato nel 1899 e ospita le partite casalinghe del Aberdeen Football Club dal 1903. Ha una capienza di 22.199 persone.